# Volkswagen Tiguan
Volkswagen Tiguan – samochód osobowy typu SUV klasy kompaktowej produkowany pod niemiecką marką Volkswagen od 2007 roku. Od 2024 roku produkowana jest trzecia generacja pojazdu.

## Pierwsza generacja

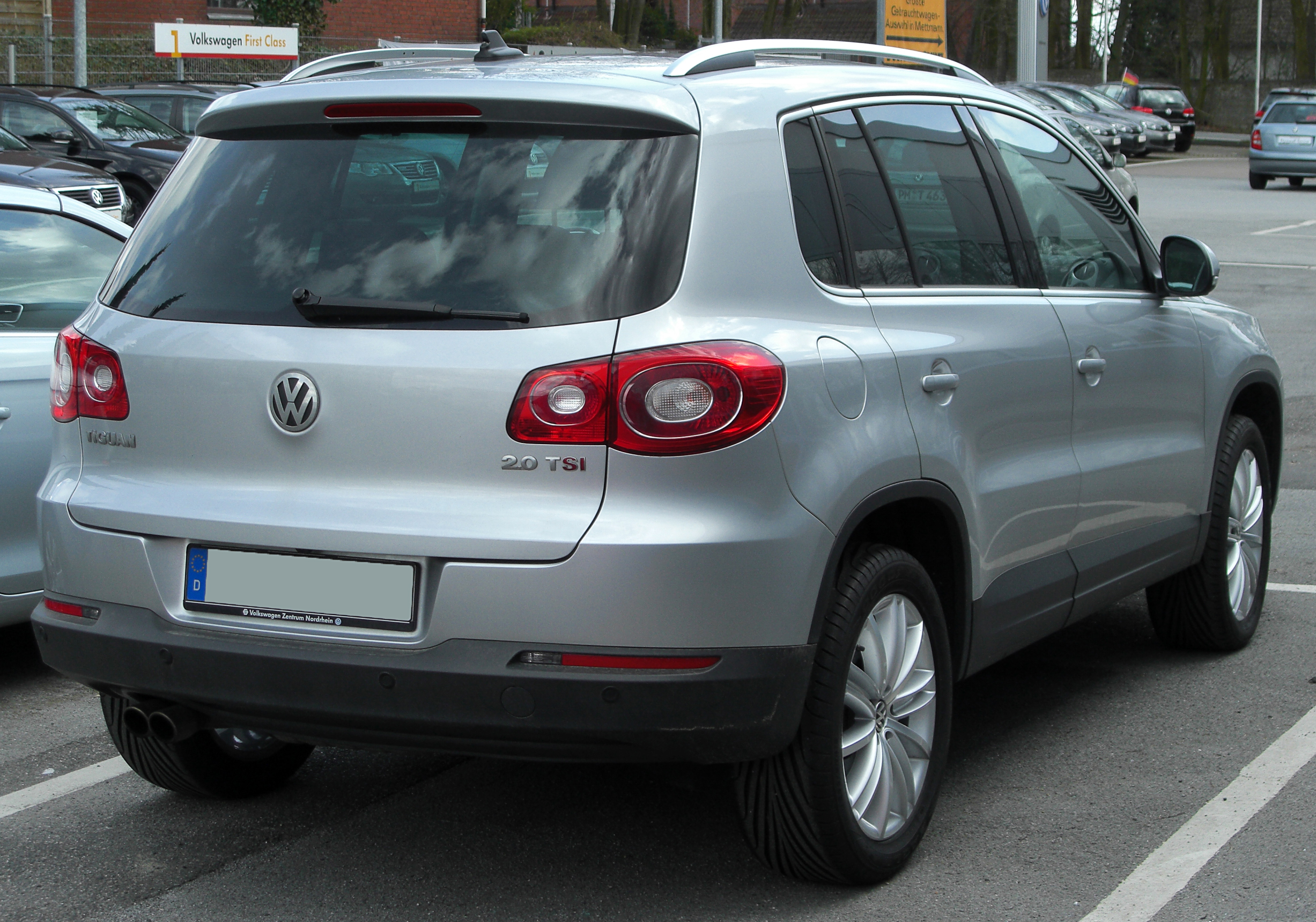
Volkswagen Tiguan I - tył

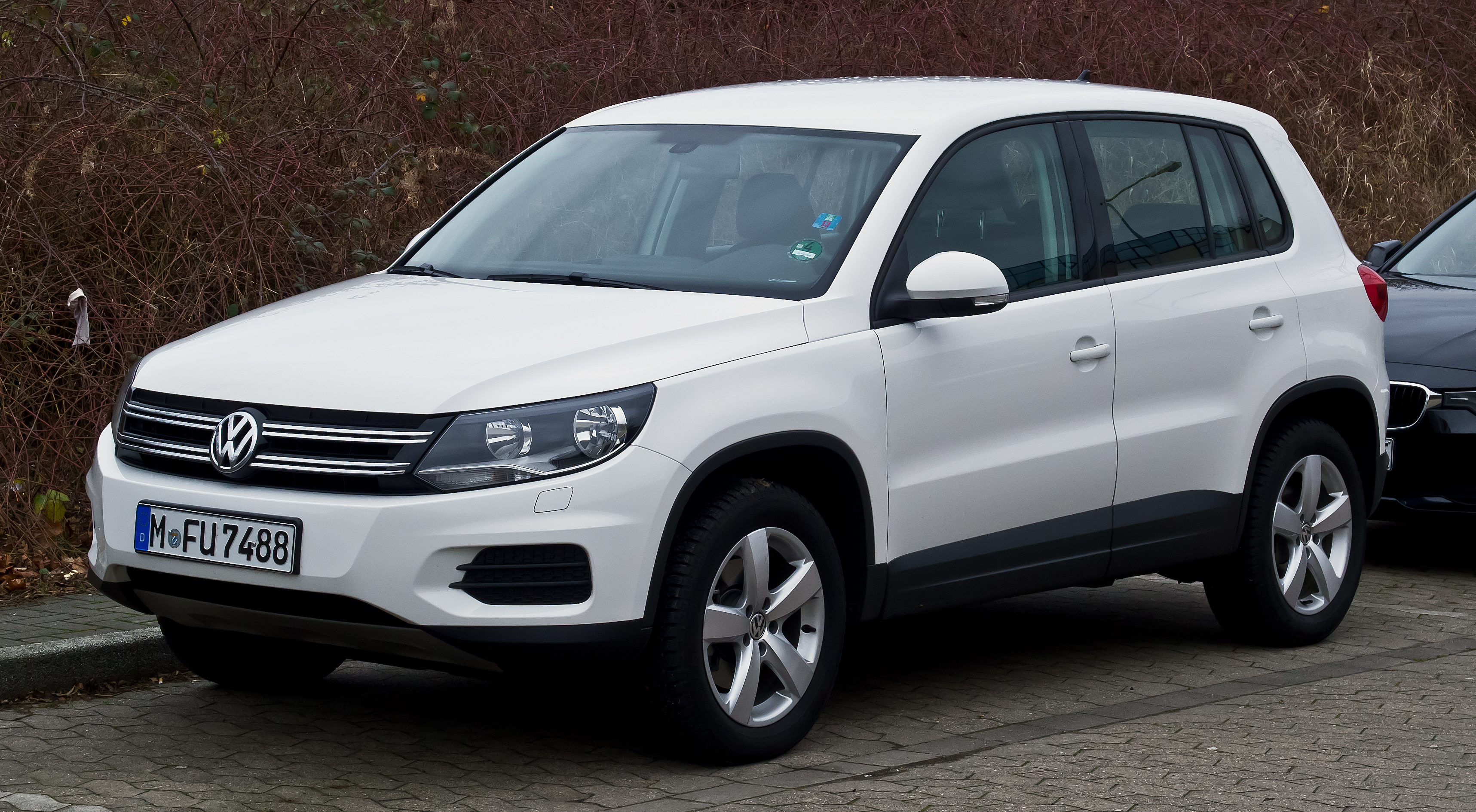
Volkswagen Tiguan I po liftingu

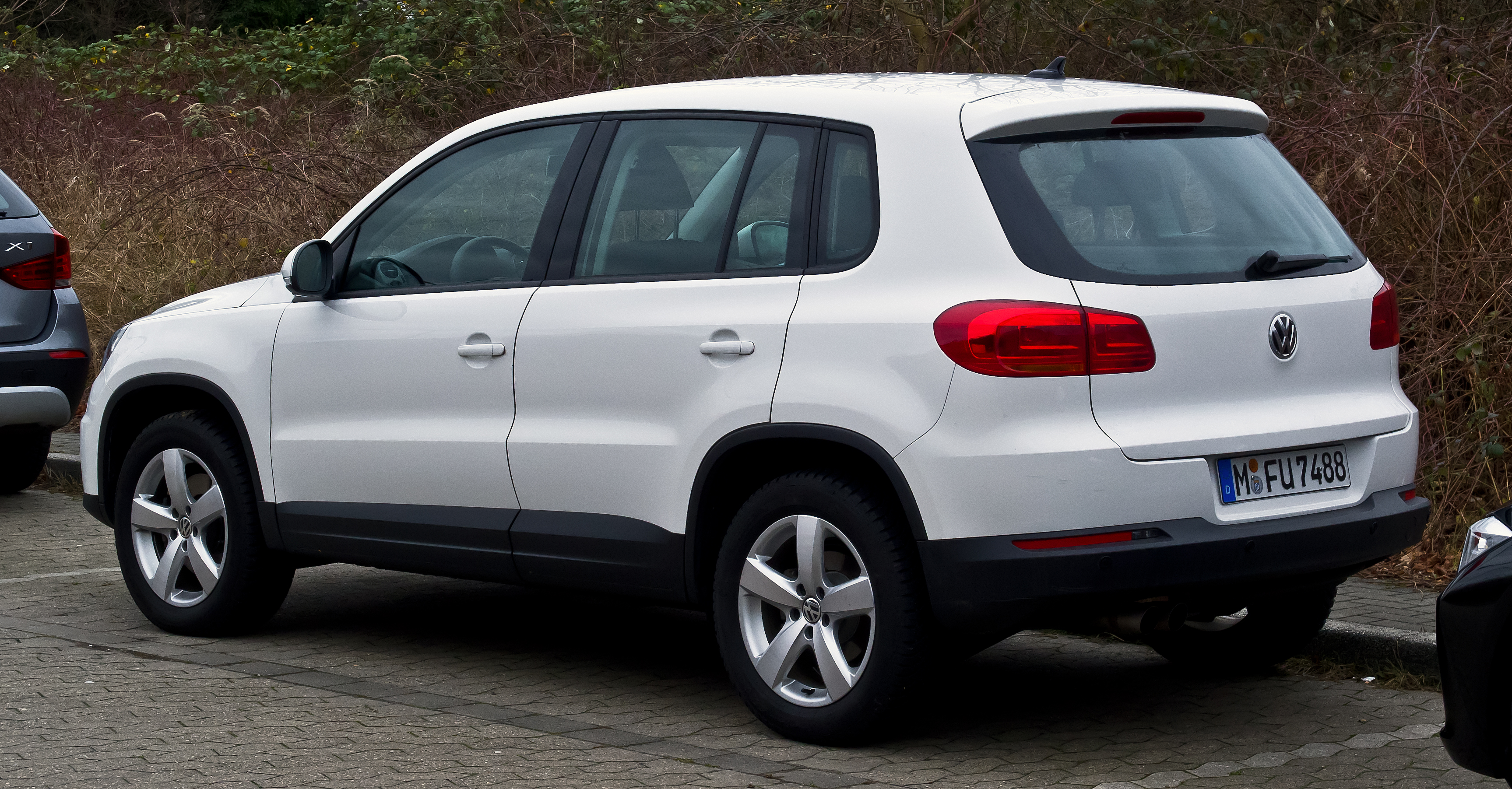
Volkswagen Tiguan I po liftingu - tył

Volkswagen Tiguan I został po raz pierwszy zaprezentowany po raz pierwszy w 2007 roku.
Nazwę, będącą połączeniem słów Tiger i Iguana, wyłoniono w plebiscycie niemieckiej grupy Auto Bild (posiadacza Auto Świata) spośród innych kandydatur: Nanuk, Namib, Rockton i Samun (z wynikiem ok. 36% głosów). Nazwy Marrakesh i Beduin zostały odrzucone już przed konkursem.
Samochód został zbudowany na bazie płyty podłogowej PQ35, która wykorzystana została do budowy m.in. Audi Q3, Volkswagena Golfa V i Tourana oraz Škody Yeti. Wnętrze pojazdu zaczerpnięte zostało z modelu Golf Plus.
W 2010 roku modernizacji poddane zostało wnętrze pojazdu, w którym zmieniony został panel wskaźników, pokrętła klimatyzacji oraz kierownica. W 2011 roku auto przeszło facelifting upodabniający pojazd do modelu Golf VI. Zmieniono m.in. pas przedni pojazdu, w którym wymienione zostały reflektory, atrapa chłodnicy oraz zderzak, zmieniony został kształt tylnych lamp z półokrągłych na proste oraz co za tym idzie także zderzak tylny. Wersja po liftingu zachowała wnętrze poddane modernizacji w 2010 roku.

### Wersje wyposażeniowe
- Track&Avenue
- Track&Field
- Track&Style
- Trend&Fun
- Sport&Style
- 2012 Edition
- Cityline
- Citystyle
- CityScape Edition
- Perfectline
- Perfectline R-Style
- R-Line

W zależności od wersji wyposażeniowej, auto wyposażone może być m.in. w 6 poduszek powietrznych, radio CD/MP3, system ABS i ESP, klimatyzację, tempomat, system monitorowania ciśnienia w oponach, system nawigacji satelitarnej z dotykowym ekranem, klimatyzację automatyczną, system automatycznego, równoległego parkowania, system aktywnego zawieszenia (DCC) o trzech trybach pracy (Comfort, Normal i Sport), a także skórzaną tapicerkę i 19-calowe alufelgi, światła biksenonowe z funkcją doświetlania zakrętów, światła przeciwmgłowe, czujniki parkowania, czujnik zmierzchu, czujnik deszczu oraz system start&stop, a także elektryczne sterowanie szyb, elektryczne sterowanie lusterek i wielofunkcyjną kierownicę.

### Silniki
| Silnik                | Pojemność skokowa [cm³] | Typ silnika        | Moc maksymalna [KM]([kW]) przy obr./min | Maks. moment obrotowy [Nm] przy obr./min | Przyspieszenie 0-100 km/h [s] | Prędkość maks. [km/h] |                    |                    |                    |
| Silniki benzynowe:    | Silniki benzynowe:      | Silniki benzynowe: | Silniki benzynowe:                      | Silniki benzynowe:                       | Silniki benzynowe:            | Silniki benzynowe:    | Silniki benzynowe: | Silniki benzynowe: | Silniki benzynowe: |
| --------------------- | ----------------------- | ------------------ | --------------------------------------- | ---------------------------------------- | ----------------------------- | --------------------- | ------------------ | ------------------ | ------------------ |
| 1.4 TSI               | 1390                    | R4                 | 122 (90)                                | 200                                      | 10,9                          | 184                   |                    |                    |                    |
| 1.4 TSI Kompresor     | 1390                    | R4                 | 150 (110)                               | 240                                      | 9,4                           | 192                   |                    |                    |                    |
| 1.4 TSI Kompresor     | 1390                    | R4                 | 160 (118)                               | 240                                      | 8,9                           | 203                   |                    |                    |                    |
| 2.0 TSI               | 1984                    | R4                 | 170 (125)                               | 280                                      | b.d.                          | b.d.                  |                    |                    |                    |
| 2.0 TSI               | 1984                    | R4                 | 180 (132)                               | 280                                      | 8,3                           | 202                   |                    |                    |                    |
| 2.0 TSI               | 1984                    | R4                 | 200 (147)                               | 280                                      | 7,9                           | 210                   |                    |                    |                    |
| 2.0 TSI               | 1984                    | R4                 | 211 (155)                               | 280                                      | 7,8                           | 215                   |                    |                    |                    |
| Silniki wysokoprężne: |                         |                    |                                         |                                          |                               |                       |                    |                    |                    |
| 2.0 TDI               | 1968                    | R4                 | 110 (81)                                | 280                                      | 11,9                          | 175                   |                    |                    |                    |
| 2.0 TDI               | 1968                    | R4                 | 140 (103)                               | 320                                      | 10,5                          | 193                   |                    |                    |                    |
| 2.0 TDI               | 1968                    | R4                 | 170 (125)                               | 350                                      | 8,9                           | 201                   |                    |                    |                    |
| 2.0 TDI               | 1968                    | R4                 | 177 (130)                               | 380                                      | 7,7                           | 220                   |                    |                    |                    |

## Druga generacja

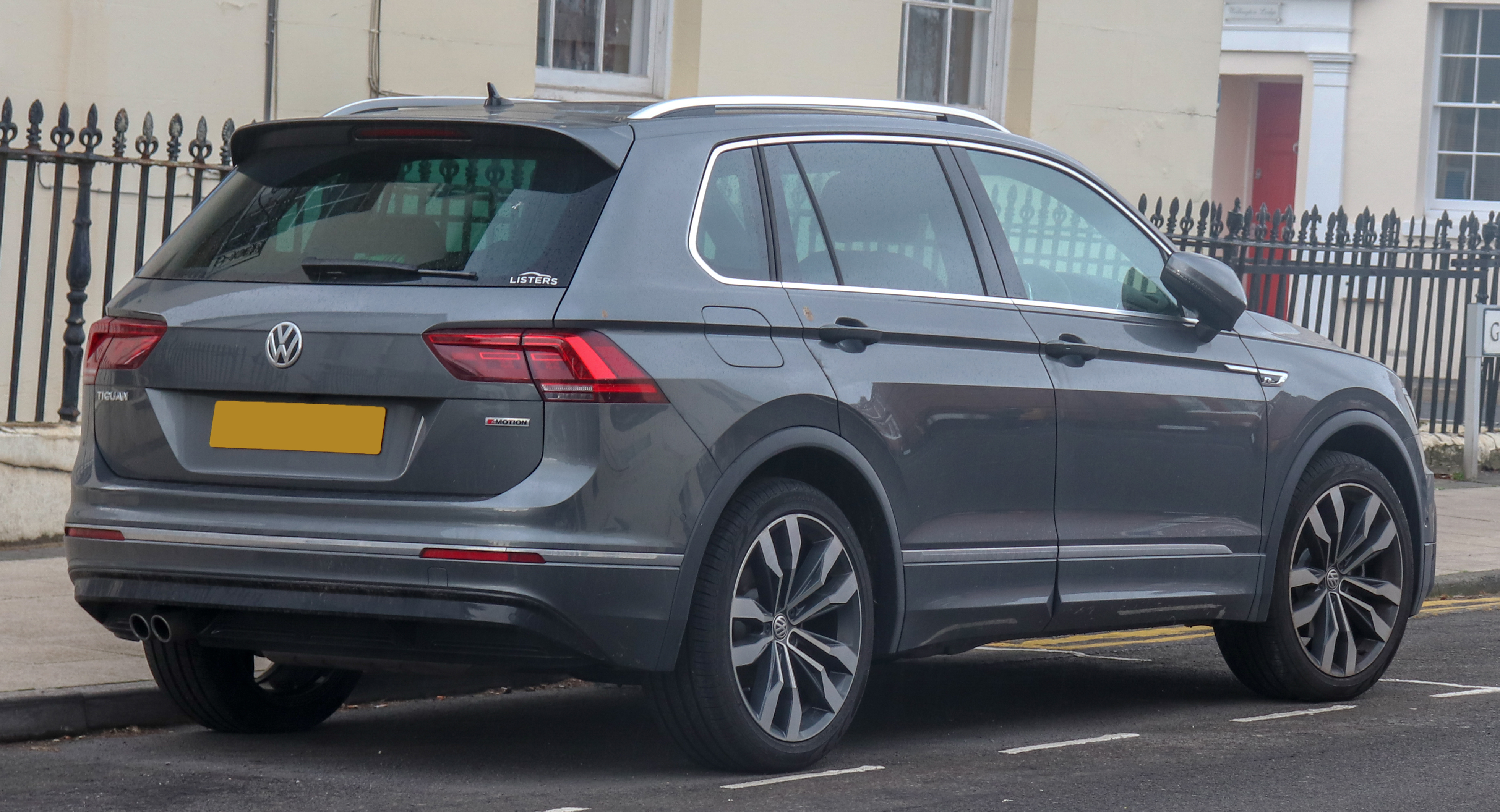
Volkswagen Tiguan II - tył

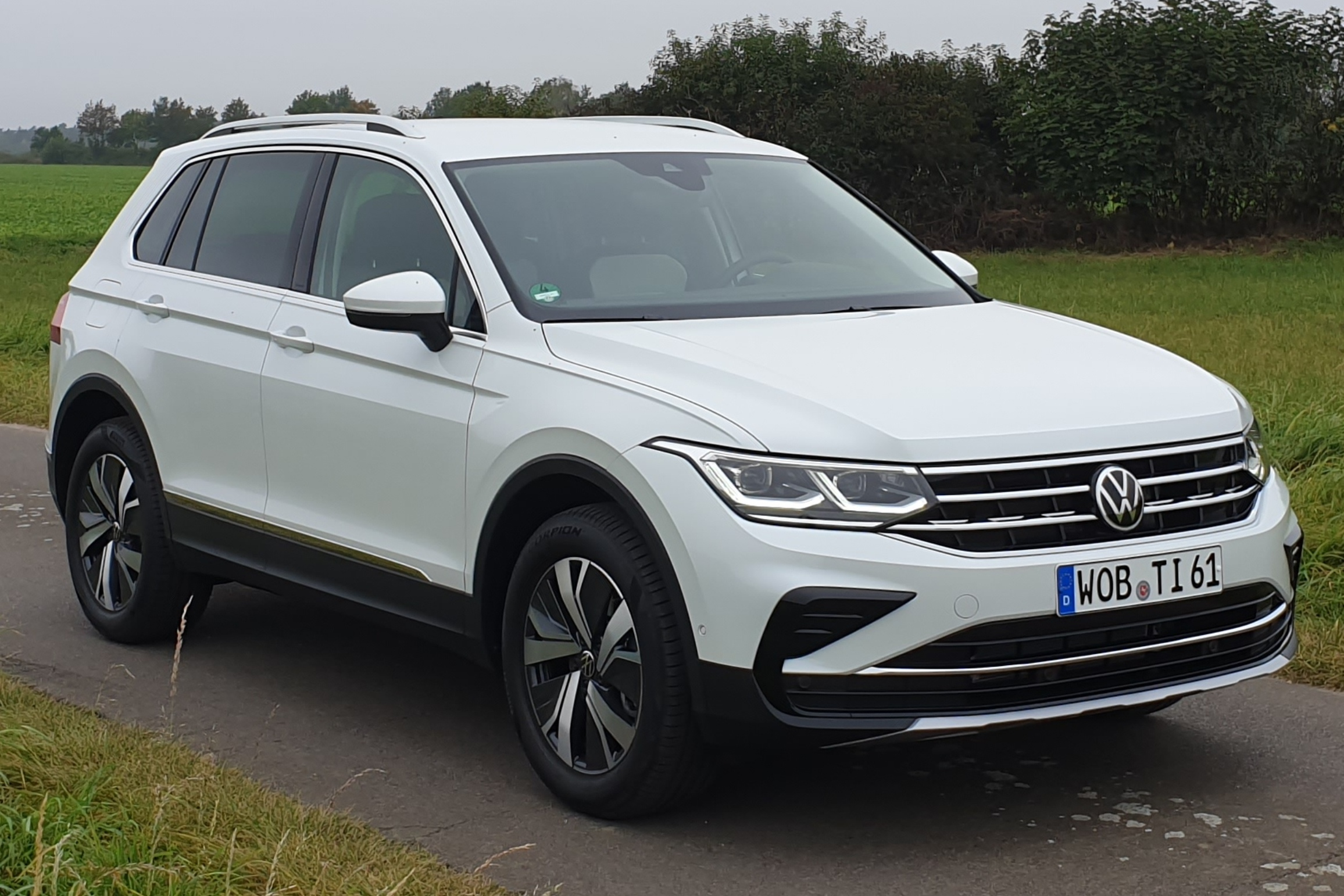
Volkswagen Tiguan II po liftingu

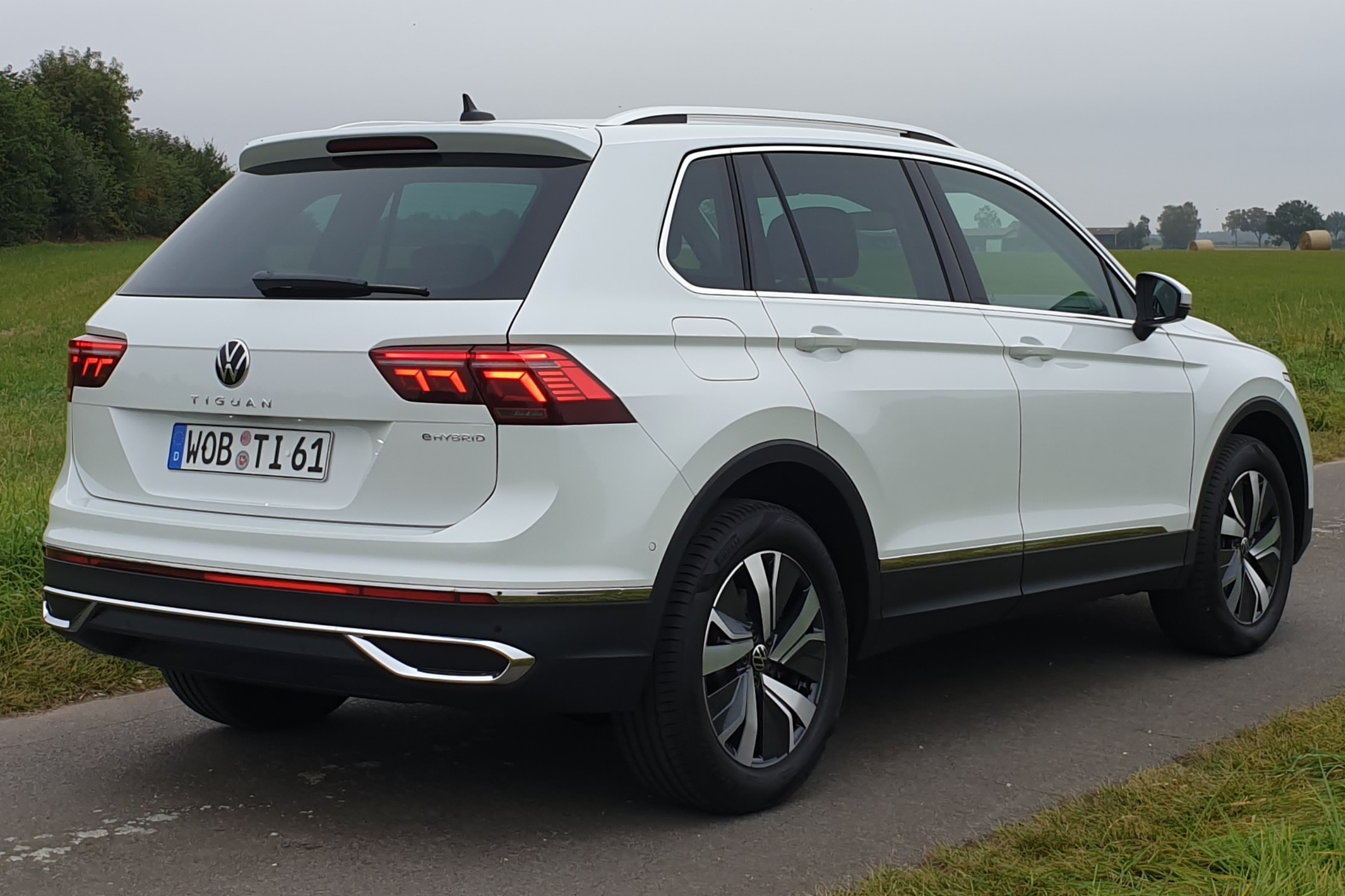
Volkswagen Tiguan II - tył po liftingu

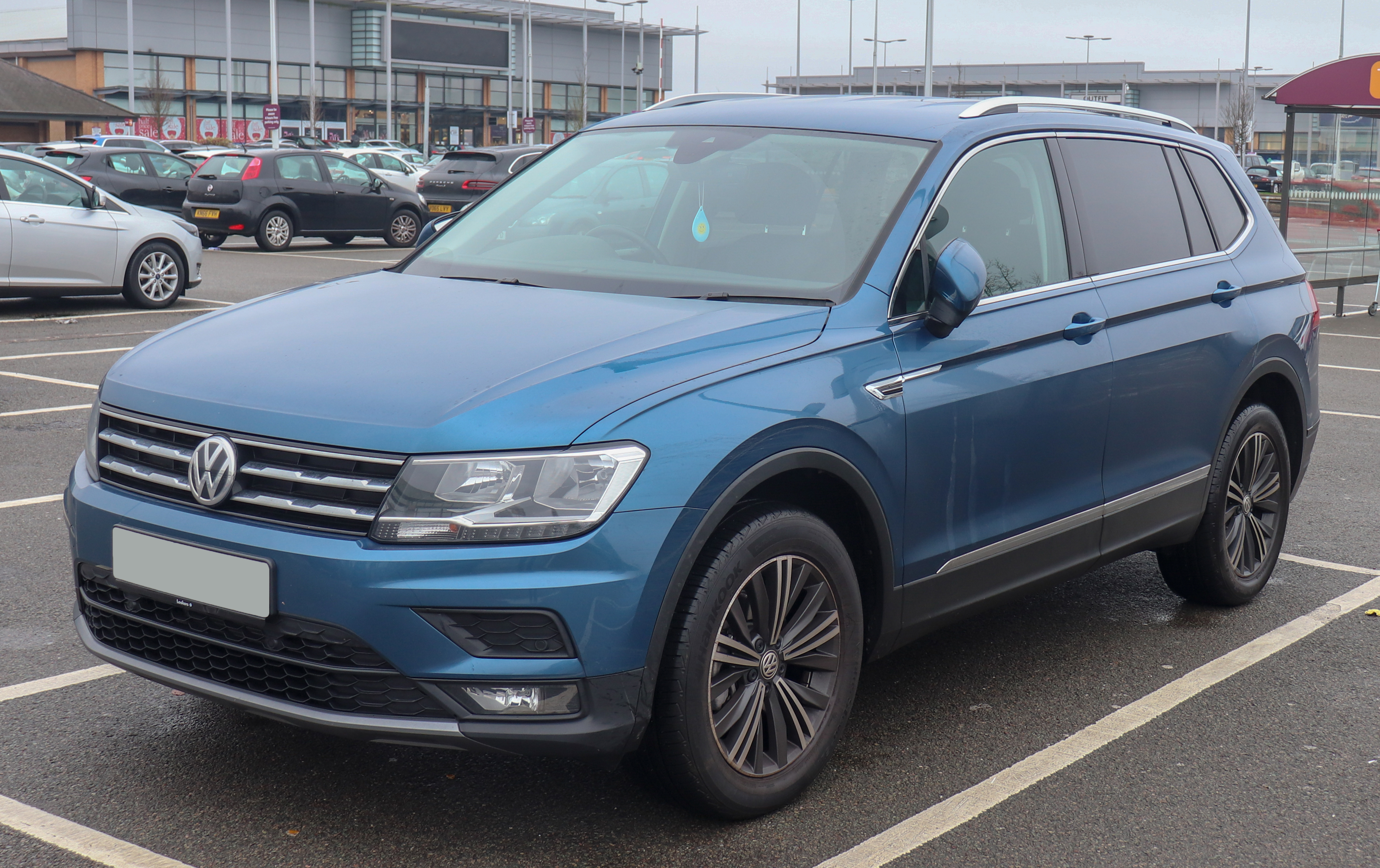
Volkswagen Tiguan Allspace

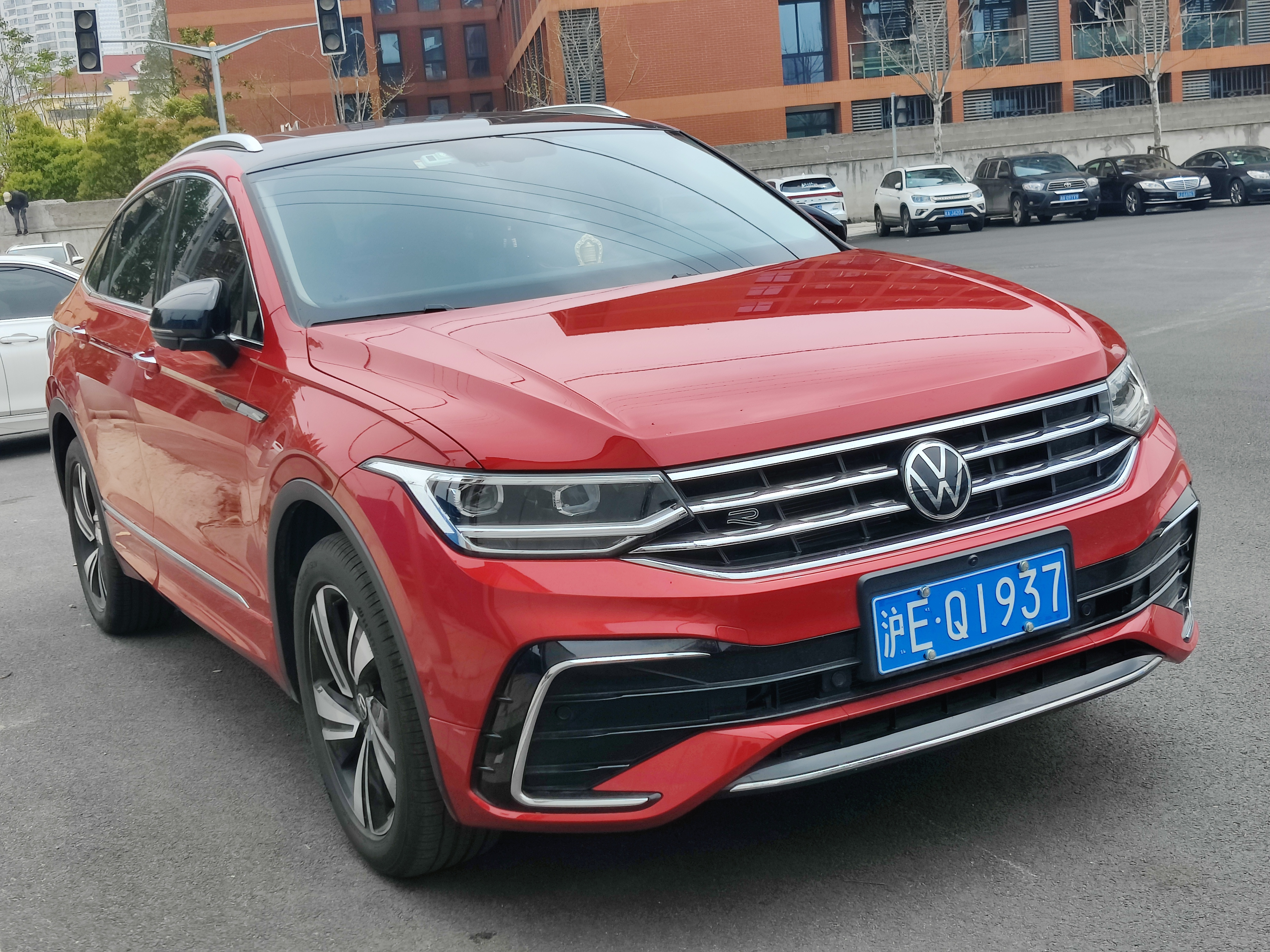
Volkswagen Tiguan X

Volkswagen Tiguan II zaprezentowany został po raz pierwszy podczas targów motoryzacyjnych we Frankfurcie w 2015 roku.
Samochód zbudowany został na bazie modułowej płyty podłogowej MQB. W stosunku do pierwszej generacji pojazdu, auto urosło wzdłuż i wszerz, a także zwiększony został rozstaw osi pojazdu, zmniejszono także wysokość pojazdu oraz masę własną.

### Lifting
W 2020 roku auto przeszło facelifting.

### Tiguan Allspace
W 2016 roku zaprezentowana została przedłużona wersja pojazdu, która w Europie znana jest pod nazwą Tiguan Allspace. Z racji dużej, 30 cm różnicy w długości pozycjonowana jest w gamie jako oddzielny, wyżej pozycjonowany model, czyli SUV klasy średniej. Auto zbudowane zostało na bazie przedłużonej płyty MQB, która wykorzystana została także wcześniej do budowy Škody Kodiaq, a rok później bliźniaczego Seata Tarraco. 
Tiguan Allspace produkowany jest w meksykańskiej fabryce w Puebla od początku 2017 roku. Co ciekawsze, na rynku USA Tiguan Allspace oferowany jest po prostu jako Tiguan, gdyż krótsza, kompaktowa wersja tam nie występuje.

### Wersje wyposażeniowe
- City
- Join
- Tour
- Trendline
- Comfortline
- Highline
- R-Line
- United

Wersje aktualnie dostępne w Polsce (2021r.)
- Tiguan
- Life
- Elegance
- R-Line
- Tiguan R

W zależności od wersji wyposażeniowej pojazdu, auto wyposażone może być m.in. w system ABS, ESP, ASR, EDS, MSR, asystenta siły hamowania, stabilizację toru jazdy przyczepy, klimatyzację, elektryczne sterowanie szyb, elektryczne sterowanie lusterek, czujnik zmierzchu, czujnik deszczu, system Front Assist z funkcją awaryjnego hamowania, system Lane Assist, system wykrywania zmęczenia kierowcy, 7 poduszek powietrznych, a także światła do jazdy dziennej wykonane w technologii LED oraz wykonane w tej samej technologii światła mijania i drogowe, system multimedialny z 5 lub 8-calowym ekranem dotykowym oraz 8-głośnikami, elektrycznie sterowane fotele przednie z funkcją automatycznego odsuwania, system kamer dookólnych monitorujących otoczenie pojazdu, a także system bezkluczykowy, nawigacji satelitarnej oraz adaptacyjny tempomat.

### Silniki
Benzynowe:
- R4 1.4 TSI eHybrid 150 KM
- R4 1.5 TSI ACT 150 KM
- R4 2.0 TSI 4Motion 190 KM
- R4 2.0 TSI 4Motion 245 KM
- R4 2.0 TSI 320 KM Tiguan R

Wysokoprężne:
- R4 2.0 TDI SCR 150 KM
- R4 2.0 TDI SCR 200 KM

## Trzecia generacja

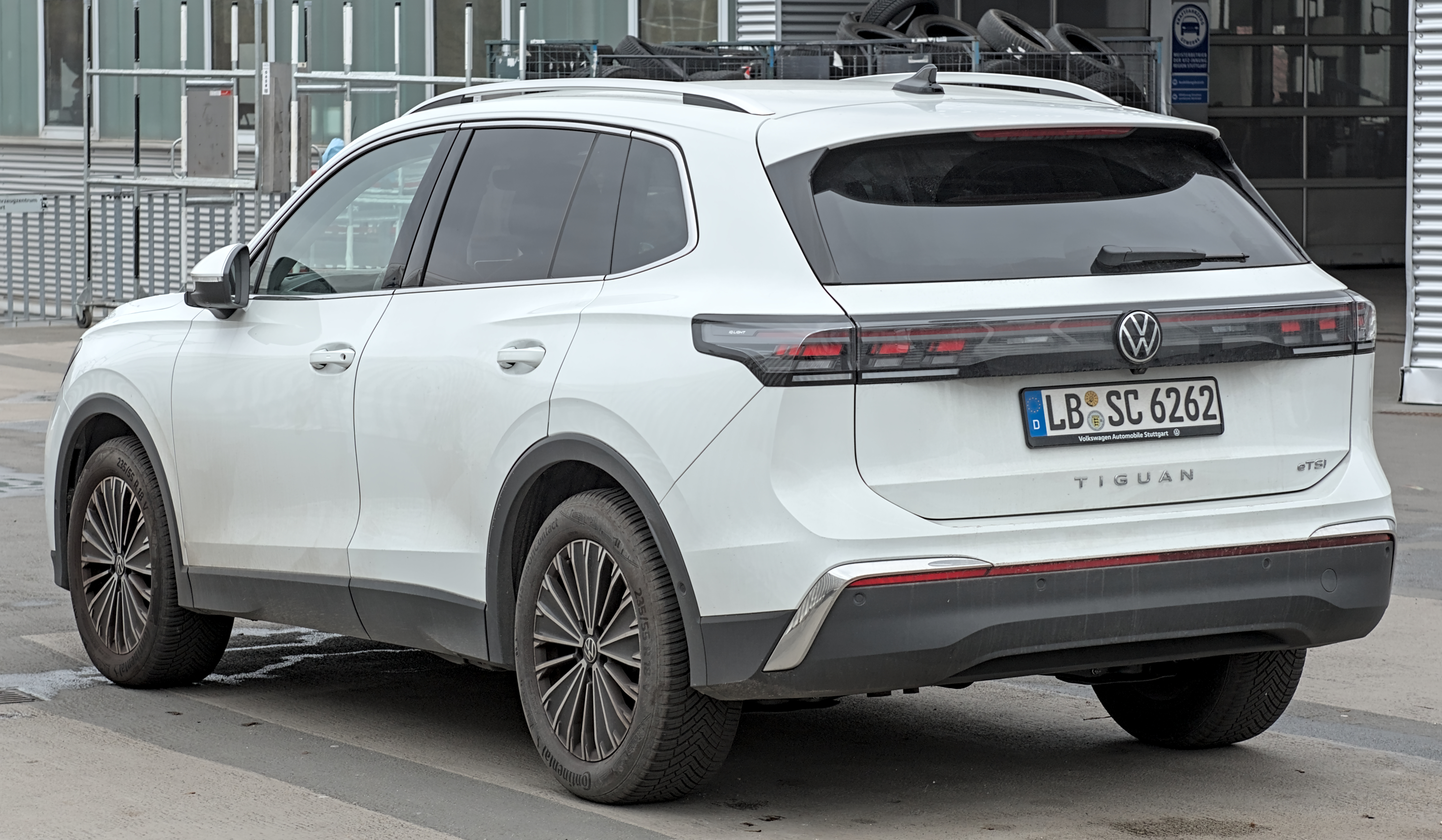
Volkswagen Tiguan III – tył

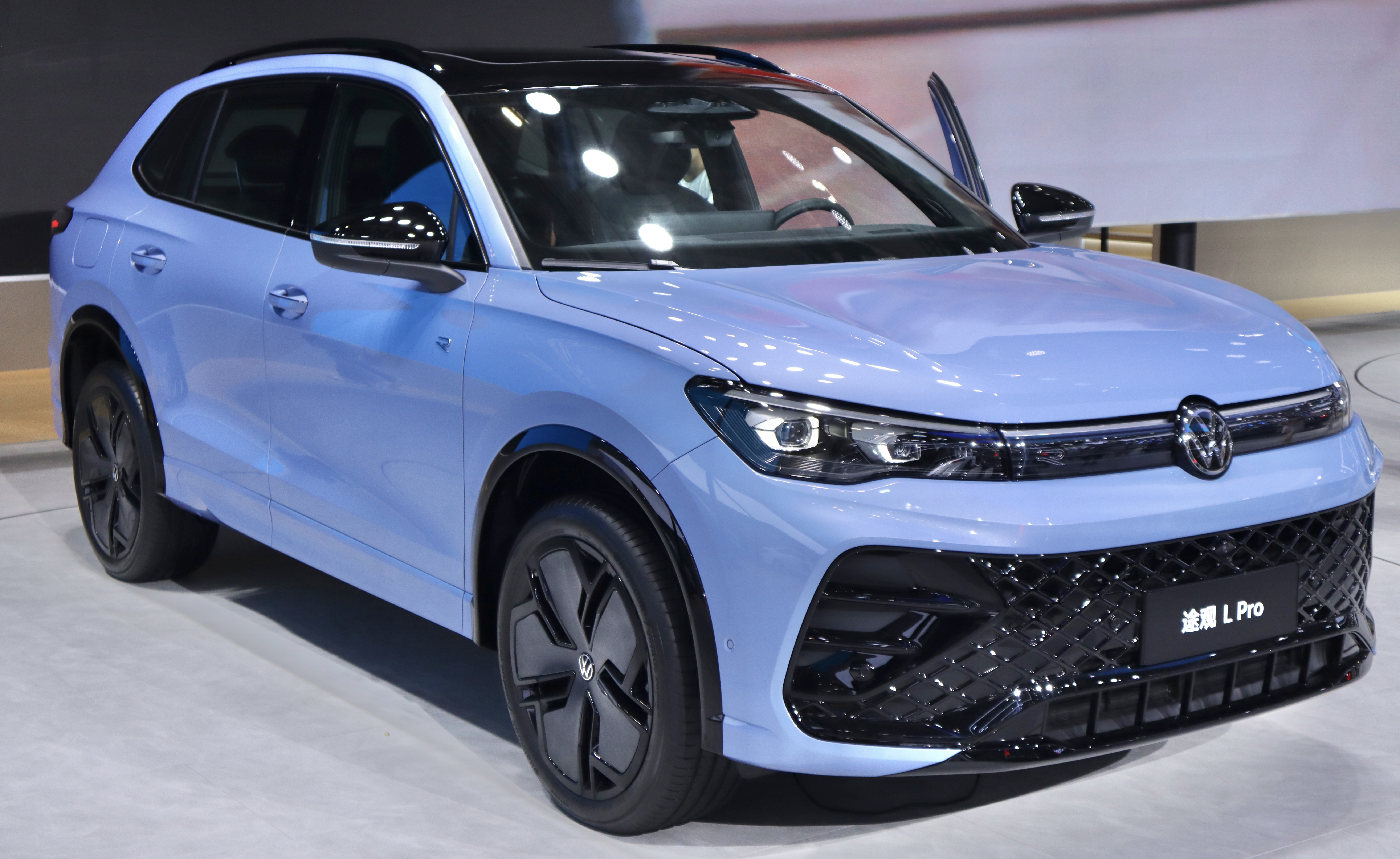
Volkswagen Tiguan L Pro

Volkswagen Tiguan III został zaprezentowany po raz pierwszy we wrześniu 2023 roku. 
Pojazd został zbudowany na bazie technicznej platformy MQB, która została wykorzystana do budowy m.in. Škody Kodiaq. Samochód jest dostępny także w odmianie hybrydowej. Jest dłuższy o ponad 30 mm i o 5 mm wyższy od poprzednika. Ma taki sam rozstaw osi co poprzednik. Model trafił do sprzedaży na początku 2024 roku.

### Tiguan L Pro
Wiosną 2024 roku została zaprezentowana wydłużona odmiana pojazdu przeznaczona wyłącznie na rynek chiński. Samochód jest o ponad 20 cm dłuższy od standardowego wariantu i nieco krótszy od europejskiego Tayrona. Bagażnik może pomieścić od 471 do 1696 l. Podobnie jak on oferuje 5 miejsc. Auto zostało zbudowane na bazie platformy MQB.

### Wersje wyposażeniowe
- Tiguan
- Life
- Elegance
- Exselenc
- R-Line

Standardowe wyposażenie wersji Premiere Edition posiada m.in. aluminiowe felgi, lakier metalizowany, pakiet stylistyczny – srebrne relingi dachowe, przyciemniane szyby tylna i boczne (są także dźwiękoszczelne), reflektory LED Plus z dynamicznym doświetlaniem zakrętów oraz tylne lampy LED z efektem 3D.
W zależności od wersji wyposażenia auto może być wyposażone w dynamiczne wyświetlanie znaków drogowych, kamerę cofania, system utrzymywania pasa ruchu, autonomiczne hamowanie awaryjne, ostrzeżenie o pojazdach w martwym polu lusterek.

### Silniki
| Silniki         | Pojemność skokowa | Typ silnika | Moc maksymalna  | Maksymalny moment obrotowy | Przyspieszenie 0-100 km/h | Prędkość maksymalna |
| --------------- | ----------------- | ----------- | --------------- | -------------------------- | ------------------------- | ------------------- |
| 1.5 eTSI ACT    | 1498 cm³          | R4          | 96 kW (150 KM)  | 250 Nm                     | 9,1 s                     | 210 km/h            |
| 2.0 TSI 4Motion | 1984 cm³          | R4          | 195 kW (265 KM) | 400 Nm                     | 5,9 s                     | 244 km/h            |
| 1.5 eHybrid     | 1498 cm³          | R4          | 85 kW (115 KM)  | 330 Nm                     | 7 s                       | 215 km/h            |
| 2.0 TDI         | 1968 cm³          | R4          | 110 kW (150 KM) | 360 Nm                     | 9,4 s                     | 207 km/h            |
| 2.0 TDI 4Motion | 1968 cm³          | R4          | 142 kW (193 KM) | 400 Nm                     | 7,7 s                     | 220 km/h            |